# Самокатная улица
Самока́тная у́лица (до 1924 года — Новоблагослове́нная у́лица) — улица в районе Лефортово Юго-Восточного административного округа города Москвы, проходящая между Красноказарменной набережной и Слободским переулком.

## Происхождение названия

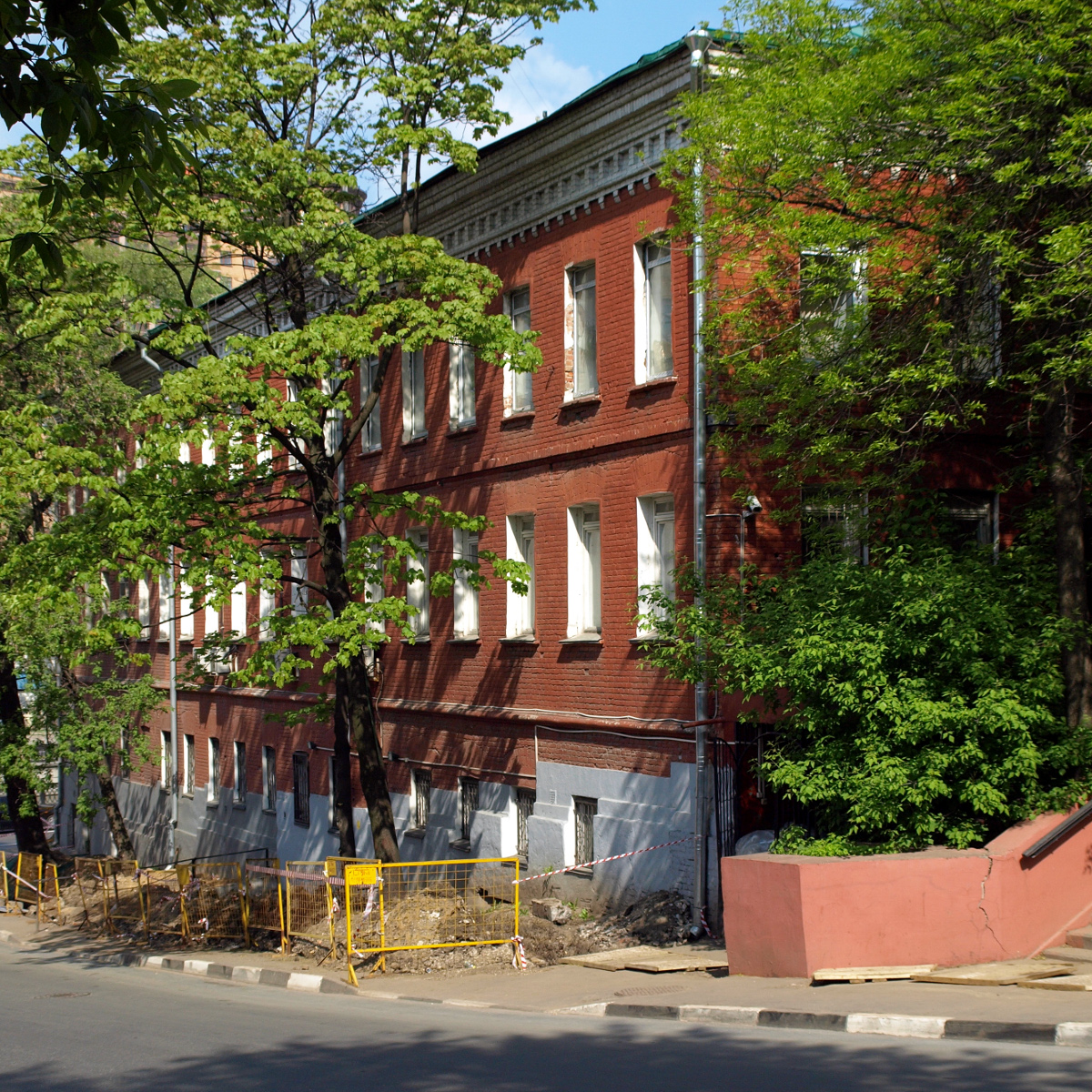

12 августа 1924 года названа в честь погибших солдат самокатного запасного батальона, располагавшегося на стыке с соседней Золоторожской улице, участвовавших в установлении Советской власти в Москве.

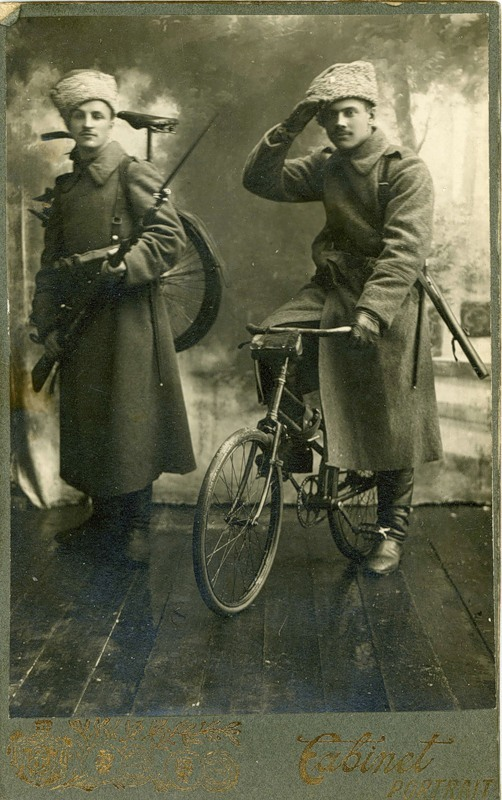
Самокатчики Русской императорской армии, примерно 1910—1916 годы.

Прежнее название — Новоблагословенная улица — было дано в начале XIX века, так как на ней располагался Храм Св. Троицы Троицкой единоверческой общины.

## Примечательные здания и сооружения
По нечётной стороне:
- № 1 — Фабрика В. Е. Филиппова (1890—1896, архитектор К. В. Терский), в настоящее время — офис компании «KupiVIP»
- № 3/8 стр. 3 — ОВД района «Лефортово»
- № 3/8 стр. 16 — Храм Троицы Живоначальной у Салтыкова моста
- № 3/8 стр. 17 — Храм Введения во храм Пресвятой Богородицы у Салтыкова моста

По чётной стороне:

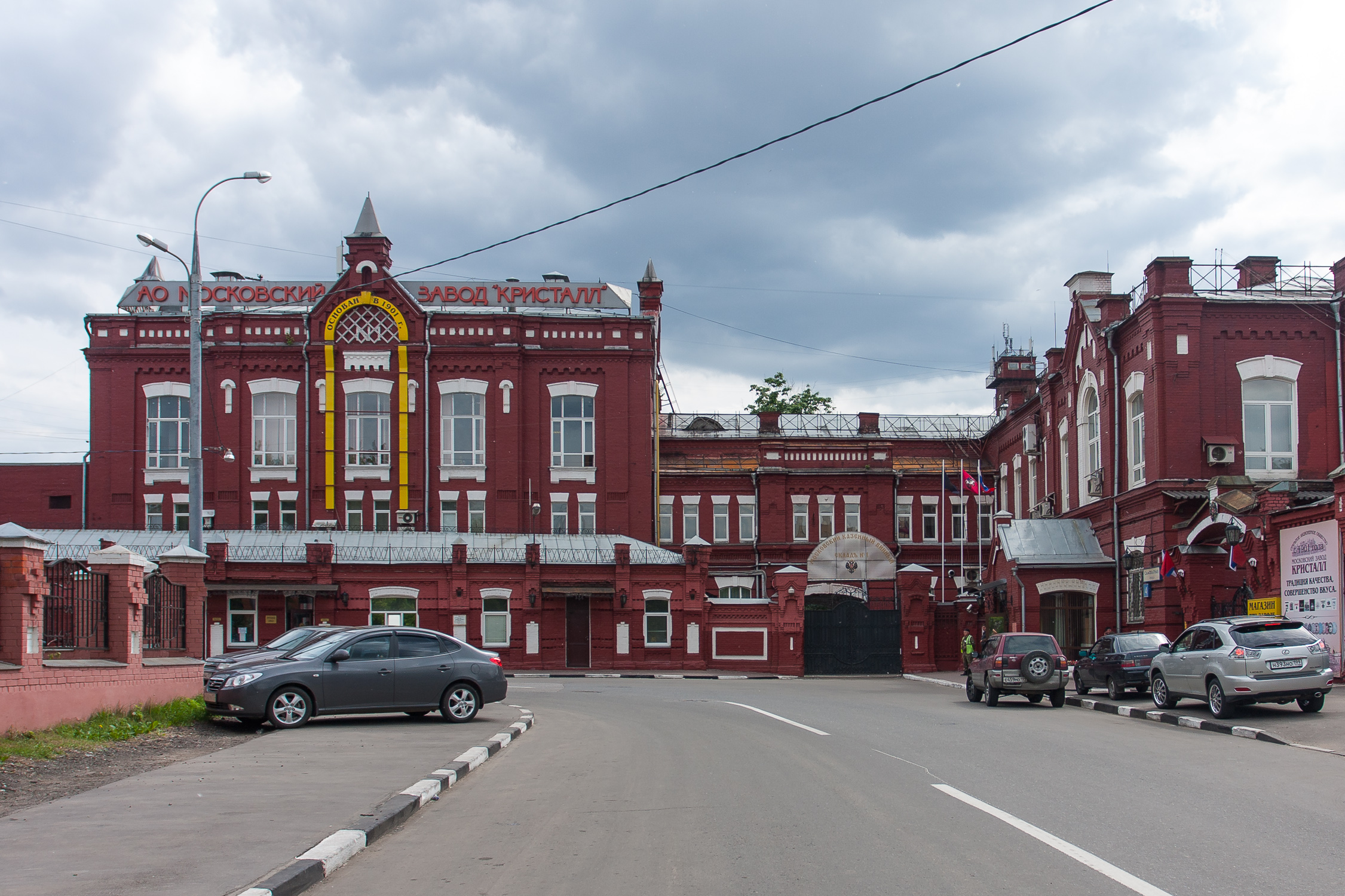
Московский завод «Кристалл»

- № 4 — Казённый винный склад (кон. XIX — нач. XX вв., архитекторы Н. Г. Фалеев, В. А. Величкин)[6], ныне — ОАО «Московский завод „Кристалл“»

## Транспорт
По улице маршруты общественного транспорта не проходят. На соседней Волочаевской улице расположена остановка «Самокатная улица» автобусов 125, 730 и трамваев 20, 43, 45, 32.

### Ближайшие станции метро
Улица располагается на большом удалении от станций метро. Ближайшие из них —  Площадь Ильича /  Римская,  Курская /  Курская /  Чкаловская и  Бауманская.

### Железнодорожный транспорт
Платформа «Серп и Молот» Курского направления МЖД и Курский вокзал.